# Anthocoridae

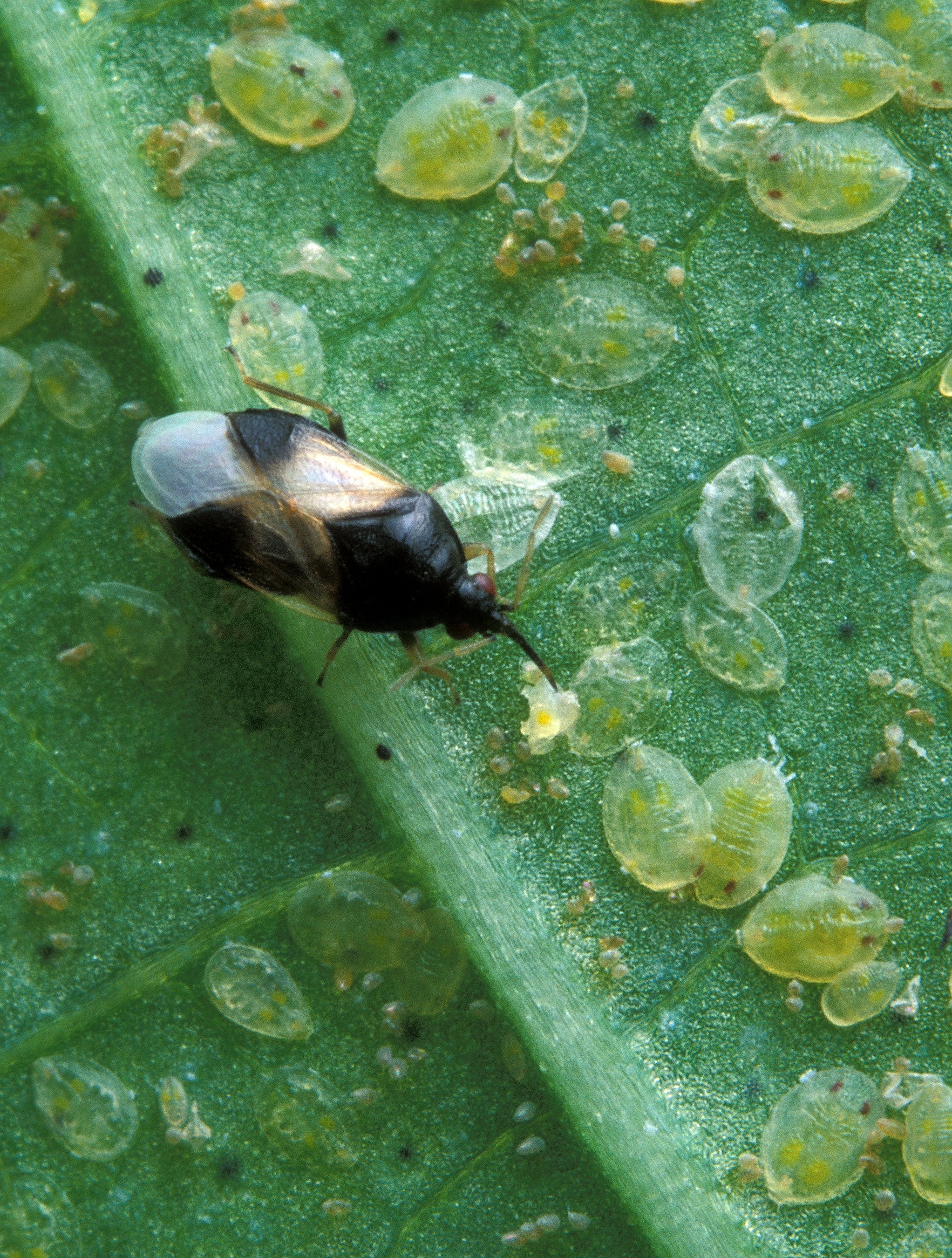
Orius insidiosus.

Los antocóridos (Anthocoridae) comprenden una familia de heterópteros de la superfamilia de los cimicoideos (Cimicoidea). La mayoría de las especies son pequeñas, de unos pocos milímetros. Los antocóridos, en la mayoría de los casos, son predadores.
Hay pocas diferencias en la biología de las ninfas y la de los adultos. Según la especie y el clima pueden tener de 1 a 4 generaciones al año. Las hembras suelen depositar los huevos en los tejidos de las plantas donde quedan ocultos de sus enemigos.
Se alimentan de áfidos, psílidos, psocópteros, huevos de diversos insectos (lepidópteros, himenópteros, etc.) y de ninfas de homópteros. Son considerados insectos beneficiosos porque se alimentan de ciertas plagas. Generalmente no pican a los humanos, pero a veces pueden causar irritación si lo hacen.

## Lista de géneros
- Acompocoris Reuter, 1875
- Alofa Herring, 1976
- Amphiareus Distant, 1904
- Anthocoris Fallen, 1814
- Calliodis Reuter, 1871
- Cardiastethus Fieber, 1860
- Coccivora Mcatee y Malloch, 1925
- Dufouriellus Kirkaldy, 1906
- Elatophilus Reuter, 1884
- Lasiochilus Reuter, 1871
- Lyctocoris Hahn, 1836
- Macrothacheliella Champion, 1955
- Melanocoris Champion, 1900
- Nidicola Harris y Drake, 1941
- Orius Wolff, 1811
- Paratriphleps Champion, 1900
- Physopleurella Reuter, 1884
- Plochiocoris Champion, 1900
- Scoloposcelis Fieber, 1864
- Solenonotus Reuter, 1871
- Temnostethus Fieber, 1860
- Tetraphleps Fieber, 1860
- Xylocoris Dufour, 1831